# H16
H16 je slovenská hip-hopová skupina z Bratislavy, která vznikla v roce 2003. Název si skupina zvolila podle střední školy v Petržalce, která se nachází na adrese Hálova 16 a kde se všichni zakladatelé této skupiny seznámili.
Stylově je tvorba H16 ovlivněna zejména rapem amerického jihu. Skupina natočila tři alba a pět videoklipů. Jeden dvojklip "Idem si svoje/Ide Karta", druhý natočila pro televizi ve spolupráci s raperem Rytmusem z formace Kontrafakt pod názvem "Nech vidia", třetí s motivačním názvem "Zarábaj keš" a čtvrtý "Staré časy", který byl celý natočen na jeden záběr. K třetímu albu "Rýmy, hudba a boh" byly natočeny tři videoklipy. Jeden "One Take" klip na skladbu "Ideme spolu" a ostatní dva na skladby "Celú noc" a "Stresujúci blahobyt", kde se kromě členů H16 představili interpreti jako Elpe nebo Ben Cristovao. V klipu "Stresujúci blahobyt" si zahráli i Soňa Skoncová, Tomáš Pokorný nebo Jozef Kamelot.
V dubnu 2010 se členové H16 objevili v skladbě producenta Mad Skilla "Hrdina je zase v hre" ke které byl natočený i videoklip.
V březnu 2010 Majk Spirit založil projekt ESO, který kromě něj tvoří i producent Grimaso a raper Suvereno ze skupiny 2H +. Také se objevily první informace o jeho sólovém albu s názvem "Mladý Rebel". V létě 2010 skupina vypustila další klip na letní skladbu "Sranda musí byť" s hostující zpěvačkou Sašou Okálovou (Sash). V klipu se objevila i tanečnice Melánie Kasenčáková, Johny Mečoch a český raper David Steel.

## Členové skupiny
- Otecko (Branislav Korec, známy i pod jmény Kardinál Korec, Killa Korec nebo Kardinál) – Rap/Produkce
- Majk Spirit (Michal Dušička, známy i pod jmény Dilema, Speezy, Dušo, Koko Šajs nebo Koko Najs) – Rap
- Cigo (Juraj Wertlen, Martin Zvara Babo C, Maly Princ) – Rap
- DJ Yanko Král – DJ
- Abe – Produkce/DJ
- Grimaso – Produkce/DJ
- Billy Hollywood – Produkce/DJ

## Diskografie

### Studiová alba
| Název             | Detaily                                                                | Ocenění       | Prodej      | Nejvyšší zaznamenaná pozice v žebříčcích |
| ----------------- | ---------------------------------------------------------------------- | ------------- | ----------- | ---------------------------------------- |
| Kvalitný materiál | Datum vydání: 16. červen 2006 Vydavatelství: Hip-Hop.sk/EMI Formát: CD | SK: Platinové | SK: 7 000+  | SK: 3                                    |
| Čísla Nepustia    | Datum vydání: 23. květen 2008 Vydavatelství: Hip-Hop.sk/EMI Formát: CD | SK: Zlaté     | SK: 5 000+  | CZ: 24                                   |
| Rýmy, hudba a boh | Datum vydání: 28. květen 2013 Vydavatelství: Spirit Music Formát: CD   | SK: Platinové | SK: 10 000+ | CZ: 24                                   |
| Sila              | Datum vydání: 2016 Vydavatelství: Spirit Music Formát: CD              | SK:           |             |                                          |
| Lockdown music    | Datum vydání: 30. dubna 2021 Vydavatelství: Formát: CD                 | SK:           |             |                                          |

### Mixtapes
- 2009: Antivirus mixtape

### EP / Vinyl
- 2004: Jednašeska ftvojom klube

### Single
- 2004: "Jednašeska ftvojom klube"
- 2006: "Nech Vidia (ft. Rytmus)"
- 2006: "Zarábaj keš"
- 2008: "Vitaj v meste"

### Jednašestka ftvojom klube (2004)
| Píseň                     | Čas  |
| ------------------------- | ---- |
| Intro                     | 0:47 |
| Keď chytím mikrofón       | 4:36 |
| Nech ti nejebe            | 5:51 |
| Toe konec...              | 4:44 |
| Jednašestka ftvojom klube | 4:11 |

### Kvalitný materiál (2006)
| Píseň             | Čas  |
| ----------------- | ---- |
| Intro             | 1:14 |
| Sedíme v aute     | 3:43 |
| Daj sa do kopy    | 5:04 |
| Choré riadky      | 3:49 |
| Dneska ide karta  | 3:02 |
| Idem si svoje     | 4:16 |
| Kvalitný materiál | 3:36 |
| Nasávaj ten dým   | 3:46 |
| Nech vidia        | 4:41 |
| Nech ti nejebe 2  | 2:37 |
| Neprestávam verit | 4:30 |
| Neverím ti        | 4:17 |
| Pojď so mnou von  | 3:57 |
| Nejsom falošný    | 4:18 |
| Tie isté pičoviny | 2:45 |

### Čísla nepustia (2008)
| Píseň             | Čas  |
| ----------------- | ---- |
| Intro             | 1:05 |
| Sága pokračuje    | 3:46 |
| Vitaj v mestě     | 3:16 |
| Nemaj stres       | 4:13 |
| S kým si, taký si | 4:28 |
| Oni nevedia       | 4:21 |
| Dávno viem        | 3:58 |
| Luďom jebe        | 4:28 |
| Ostaň silný       | 4:07 |
| Život není fér    | 4:22 |
| Staré časy        | 4:19 |
| Nápoj omamný      | 5:20 |
| Díky moccc        | 3:27 |
| Komu možem verit  | 4:48 |
| Robím čo chcem    | 4:32 |
| Jak sa vieš hýbat | 3:47 |

### Antivirus (2009)
| Píseň                 | Čas  |
| --------------------- | ---- |
| Katapult              | 2:33 |
| Kurva Hrdý            | 4:19 |
| Nebuď hlupák          | 4:00 |
| Súčasť plánu          | 3:19 |
| Chamtivosť            | 4:03 |
| White tee je nutnost  | 2:44 |
| Tu a teraz            | 1:30 |
| Posledný deň          | 3:58 |
| Možeš byt kým chceš   | 3:49 |
| Inflagranty           | 2:03 |
| Vražedná zbraň        | 2:54 |
| Životná šanca         | 3:54 |
| Nehas co ťa nepálí    | 1:49 |
| Iný ako oni           | 2:06 |
| To ti jebe            | 2:28 |
| Gastro tour           | 0:52 |
| Dá sa zabaviť         | 2:16 |
| Zlatá klietka         | 1:56 |
| Šaty dělaj člověka    | 2:59 |
| Nesúdim nikoho        | 0:54 |
| Ride the best         | 3:21 |
| Hrdina                | 1:01 |
| Keď chytím mikrofón 2 | 0:58 |
| Druhá tvár            | 1:38 |
| Kdo dá viac           | 1:23 |
| Čo robím              | 2:33 |
| Luďom jebe            | 4:06 |
| Bratislava            | 3:26 |
| Traja statoční        | 2:59 |
| Špejkuj tú riť        | 1:32 |

### Rýmy, hudba a Boh (2013)
Tracklist:
1. Intro (hudba Grimaso, skreče Yanko)
2. Nech ti nejebe III (Cigo, Ot€cko, Spirit, hudba: Grimaso)
3. Nemám čas (Cigo, Ot€cko, Spirit, hudba: Abe)
4. Ideme spolu (Cigo, Ot€cko, Spirit, hudba: Zámožny)
5. Celú noc (Cigo, Ot€cko, Spirit, hudba : Grimaso)
6. Tieto chvíle feat. Tina (Cigo, Ot€cko, Spirit , Mišo Biely, Nicole, hudba: Grimaso)
7. Angel feat. Igor Kmeťo ml.(Cigo, Ot€cko, Spirit ,eLPe, hudba Grimaso)
8. Na dne feat. Moja Reč (Delik, Ot€cko, Spirit , Supa, hudba: Grimaso)
9. Pripravený (Cigo, Ot€cko, Spirit, hudba Grimaso)
10. Víťaz (Cigo, Ot€cko, Spirit hudba: Abe)
11. Jak doma (Cigo, Ot€cko, Spirit hudba: Abe)
12. Chcem ťa tu feat. Maxo : (Cigo, Ot€cko, Spirit , Mišo Biely, hudba: Specialbeats)
13. Lalala feat eLPe (Cigo, eLPe ,Ot€cko, Spirit, hudba: Abe)
14. Čo vlastne vieme? feat. 4D (Cigo, Čistychov, DNA, Ot€cko, Spirit , hudba : Grimaso)
15. Stresujúci blahobyt (Cigo, Ot€cko, Spirit, hudba: Billy Hollywood)
16. Nechaj ma žiť (Cigo, Ot€cko, Spirit, hudba: Billy Hollywood)

### Sila (2016)
| Píseň             | Čas  |
| ----------------- | ---- |
| Každý den         | 4:17 |
| Počitaj s nami    | 4:26 |
| Triumf            | 4:30 |
| Dokonalý          | 3:39 |
| Nebojím sa nikoho | 6:01 |
| Problém           | 3:18 |
| Jetpack           | 5:25 |
| MKZ               | 6:33 |
| Ľudom stále       | 3:38 |
| Národ holubičí    | 4:20 |
| Dali              | 4:26 |
| Sofistikovaný     | 4:22 |
| Pusy              | 7:27 |
| Vychilluj         | 6:46 |
| Prvý krát         | 5:38 |
| Sila              | 5:04 |

### Lockdown music (2021)
| Píseň         | Čas  |
| ------------- | ---- |
| True story    | 3:58 |
| Dobre už bolo | 2:36 |
| Šalát         | 3:45 |
| Nech vidia    |      |
| Ba city boys  |      |
| Zlom väz      | 5:12 |
| Westside      |      |
| Bitchface     | 3:00 |
| Yoda          | 4:00 |
| Cool sh*t     | 4:05 |
| 1 flow        |      |
| Grind         | 3:19 |
| Tru           |      |

### Skladby umístěné v žebříčcích

#### Produkované skladby umístěné v žebříčcích
| Rok  | Skladba                   | SK Top 100 | SK Top 50 domácí | Album             |
| ---- | ------------------------- | ---------- | ---------------- | ----------------- |
| 2008 | "Vitaj v meste"           | -          | 31               | Čísla Nepustia    |
| 2013 | "Tieto chvíle" (ft. Tina) | 60         | 5                | Rýmy, hudba a boh |

### Mimoalbové skladby
(seznam zahrnuje skladby, kde se členové H16 představili jako hosti)
| - Cigo & Majk Spirit "Ruky hore daj" - H16 "Nech ti nejebe" - Majk Spirit "Byť či nebyť" "Poézia ulice" (ft. Suvereno & DJ Kebap) (2001) "Viera" - Čistychov - Né produkt 07. "Nezabúdaj na to odkiaľ si" (ft. Miky Mora & Otecko) - Nejbr Hip Hop mix vol. 1" 11. H16 - "Idem si svoje/Ide karta" - Vec - Dobré ráno 08. "S vlkmi žijem, s vlkmi vyjem" (ft. H16) 16. "DJ" (ft. Otecko) - Viktor Hazard - Rapsuperstar mixtape vol. 1 08. H16 - "Seriózna hra" - Zverina - Svetlo v tme 03. "Pimpin' rap" (ft. Otecko) - DJ Kappa - DJ Kappa mixtape 08. Majk Spirit - "Na maximum" - DJ Yanko Král - Thug errčite mixtape vol. 1 01. H16 & Vec - "Intro" - Indy & Wich - Hádej kdo 07. "Můj svět" (ft. H16) - Moja Reč - S/M show 11. "Viem o vás" (ft. H16) - Nejbr Hip Hop mix vol. 2" 04. H16 - "Nejsom falošný (remix)" (ft. Supercrooo & Vec) - Viktor Hazard - Rapsuperstar mixtape vol. 2 07. H16 - "To je nič" - 2H+ - Premium 06. "Rovnakí" (ft. Cigo & Majk Spirit) - Bad Boys remixed by DJ Mike Trafik 02. H16 - "Neverím ti" (DJ Mike Trafik remix) - DJ Kappa - Hra sa začína 04. Majk Spirit - "60 Barov" 15. H16 - "GPS" - DJ Yanko Král - Thug errčite mixtape vol. 2 03. H16 - "Čo o tom vieš" 04. Otecko - "Dneska nejdem nikam" 07. Cigo & Majk Spirit - "Rýchle riadky" 08. Otecko - "Otec v akcii" 11. Majk Spirit - "Vybuchli hlavy (Bozaj ma v riť)" 13. Cigo - "Ona je" 14. Otecko & Majk Spirit - "Šejkuj tú riť" 16. Otecko - "Ukáž mi jak diktuješ" 17. Supercrooo ft. H16 & Vec - "Kariéra 16 remix" 18. Otecko - "Zblúdilé duše" 19. Majk Spirit - "Šajs Šajs bejby" 20. Otecko - "Zo stoky hore" - Grimaso - Kto dá viac 02. Majk Spirit, Opak & Supa - "Návod" 08. Otecko & Supercrooo - "Rock" 12. Majk Spirit, Orion & Ego - "Jak sa vieš hýbať" 22. Cigo - "Ži s tým, čo más" 23. Otecko & Vec - "Kto dá viac" - Nejbr Hip Hop mix vol. 3" 02. Grimaso ft. Majk Spirit, Opak & Supa - "Návod" - Vec "Tozmemi (remix 2007)" (ft. H16, Zverina & Moja Reč) - Bacil - Poézia Ulice 08. "Alkoholik" (ft. Otecko) - DJ Logic - Shine like diamonds mixtape 06. Otecko - "Otec v akcii" (T.Z. remix) 14. Otecko - "Dneska nejdem nikam" (Otecko remix) 17. H16 - "Vitaj v meste" 25. H16 - "Čo o tom vieš" (Pinga remix) 37. Otecko & Majk Spirit - "Šejkuj tú riť" (Double OP remix) 39. Otecko - "Zblúdilé duše" (Grimaso remix) - DJ Sven - Všetci skapete mixtape vol. 1 11. H16 - "Nápoj omamný" (DJ Sven mashup) 17. H16 vs. Peter Nagy - "Láska je tu s vami" (DJ Sven mashup) 22. H16 ft. Vec - "Oni nevedia" (DJ Sven mashup) - DJ Wich - The yearbook mixtape 08. H16 ft. Vec - "Oni nevedia" 22. Jay Diesel ft. H16 & Tafrob - "Je to jen tvůj boj" (remix) - Hip-Hop.sk - PreHlad 2008 02. H16 - "Vitaj v meste" - Hugo Toxxx - Rok psa 16. "Krabice vod bot" (ft. Otecko) - Jay Diesel "Je to jen tvůj boj" (remix) (ft. H16 & Tafrob) - Otecko "Zblúdilé duše" (Grimaso remix) - Vec - Funkčný veterán 03. "Pamatáte?" (ft. Otecko) 15. "Rošáda (bonusisko)" (ft. Roman Zámožný, Yanko Král, Dalib Skwely, Jazzy, Abe, Grimaso, Viktor Hazard & NY Kolaj) - Adi "Hovoria o mne" (ft. Majk Spirit) - David Steel - Bumerang 03. "Můžeš být, kým chceš" (ft. H16) - DJ Mike Trafik - H.P.T.N. Bigg Boss sampler vol. 1" 04. Orion, Otecko, James Cole & Vec - "GastroTour" - DJ Roman Zámožný - 11:55 mixtape 09. H16 - "Dá sa zabaviť" - Gamba "Keď chytím mikrofón 2" (ft. Otecko) - G-Bod - Sekvencie 07. Bacil & Majk Spirit - "Inflagranty" - Haf & Beyuz - Moderný spevák 10. "Čo ja robím" (ft. Vec & Otecko) - Lkama - Späť na pevnej zemi mixtape 14. Kali ft. Majk Spirit - "Dve tvár" - Moja Reč - Dualshock (CD1) 08. "We be trippin'" (ft. Otecko) - Moja Reč - Dualshock (CD2) 04. "Hrdinovia" (ft. Majk Spirit) 10. "Nesúdim nikoho" (ft. Cigo) 11. "Zľavy" (ft. Otecko) - Nironic - I am music 13. "Ride the best" (ft. H16) - PNS - Fikcia vs. realita 11. "Životná šanca" (ft. Otecko & Delik) - Tafrob - Sup 08. "Šaty dělaj člověka" (ft. Otecko & Jay Diesel) - Vec - Funkčné remixy 02. "Pamatáte?" (Veneer remix) (ft. Otecko) - Zverina - Zvierací inštinkt 06. "To še nedá" (ft. Otecko) | - Bacil - SuperB (EP) 06. "Studený svet" (ft. Majk Spirit) - Clip & Logic - Z Ostravy do Varů "Svět patří nám (remix)" (ft. Tafrob, Jimmy Dickson, Otecko, Tom Malár, David Steel, Jay Diesel & Kali) - DJ Spank - 90bpm narodeninový mixtape vol. 4 29. Otecko - "Nemôžu mi povedať nič" - DJ Wich & Rasco (The Untouchables) "Grizzly (remix)" (ft. Zverina, Vladimir 518, Čistychov, LA4, Tafrob, Delik, Ektor, Otecko, Supa, Idea, Boy Wonder, Hugo Toxxx, Fosco Alma, Marat, Majk Spirit, Jay Diesel, Indy, Vec, Paulie Garand, Oliver Lowe, Luzer, Orion, L.D. & Rest) - Emeres - Mount Emerest 03. "Mount Everest" (ft. Majk Spirit, Radikal, Kaidžas, Stopercent, Opak & DNA) 08. "Nebuď hlupák" (ft. H16) - H16 "Luďom jebe (Black M remix)" (prod. Black M) - Indy - KMBL 06. "Srdce a love" (ft. H16) (prod. KMBL) - Jay Diesel - Deset 07. "Vesmírnej pohled" (ft. H16) (prod. DJ Wich) - Majk Spirit Slovensko v Afrike (ft. Suvereno) - Grimaso - Let the beat come true 04. "V tvojej hlave" (ft. H16) - H16 "Sranda musí byť" (ft. Sash) "Podhájska Fest 2010" (ft. Efsko) (prod. Gypso) - Kali - Pod maskou je pravda 06. "Nehas čo ťa nepáli" (ft. Majk Spirit) - Mad Skill - The Return (Back 2 the Future) 03. "Hrdina je zase v hre" (ft. H16) 16. "Hip Hop žije" (ft. H16) 17. "Damage is done (outro)" (ft. Maracuzza, Hi-Def, Nironic, Majk Spirit, Hugo Toxxx, DJ Wich, Indy, Emdee, Young Sixx, Jay Diesel, Vladimir 518 & David Steel) - Otecko, Suvereno & Majk Spirit "Vianočné ilúzie" (prod. Billy Hollywood) - Palio - Remixtape vol. 2 05. H16 - "Luďom jebe" (Palio remix) - Suvereno - Král vs Joker 07. "Tu a teraz" (ft. Majk Spirit) 10. "Suverénna 16" (ft. H16) 15. "Zlatá klietka" (ft. Majk Spirit & Otecko) - Viktor Hazard "Toto je Hip Hop" (Viktor Hazard feat. Mišo Biely, Otecko, Opak, Vec, Supa, Delik, Vladimir 518, Majk Spirit, Čistychov, Orion, DNA, Moe & Zverina) - ZatrestZET - Hore nohama mixtape vol. 2. 08. "Luďom jebe" (remix) (ft. H16) - ZatrestZET - Čo po mne zostalo (PSP help) 09. "Hrdina je zase v hre" (remix) (ft. H16) - 2H+ "Rovnakí (remix)" (ft. Cigo & Majk Spirit) (prod. Deryck) - Adyos "Asfalt" (MC remix) (ft. Tafrob, Radikal, Delik, S. Barracida & Otecko) (prod. DJ Fatte) - David Steel "Respekt a pokora" (ft. H16) (prod. Emeres) - DeFuckTo - Triumf 02. "Zóna pohody" (ft. Majk Spirit) (prod. Headdy) - DJ Spank - 90bpm narodeninový mixtape vol. 5 Otecko, DiNero & Hafner - "Každý deň sa hašterím" - DJ Wich & Nironic - Nomad 2: The Long Way Home 18. "Starrider" (ft. Majk Spirit) (prod. DJ Wich) - Emdee - Fukes - Časom 06. "Bumerang" (ft. Majk Spirit) - Layla "Nestrácaj dych" (ft. Majk Spirit) (prod. Grimaso) - Mad Skill "Good vibration" (ft. Majk Spirit) (prod. Mad Skill) - Majk Spirit "Byť či nebyť II." (prod. Opak) "Umenie žiť" (prod. DJ Wich) - Majk Spirit & Delik "Liga majstrov" (prod. Roman Zámožný) - Malyman - Indigový chlapec 13. "Thug life" (ft. Delik, Zverina, Majk Spirit & DJ Kwe) (prod. LX) - Maximum - Dvaja chlapci 01. "Moment prekvapenia" (ft. Majk Spirit, Suvereno, Radikal, R.S.G., Bio, Raklo & BattleFree) (prod. Atak & Emotif) - Moja Reč - Dobrí chlapci 3 05. "Ohrozený druh" (ft. Otecko) (prod. Jozef Engerer) 13. "Čo sa týka mňa" (ft. Majk Spirit) (prod. Jozef Engerer) - Suvereno - Zlatá stredná cesta mixtape 04. "Umenie" (ft. Cigo) 05. "Rebel" (ft. Majk Spirit) 09. "Wake up" (ft. Cigo) 18. "Tu a teraz (Classic remix)" (ft. Majk Spirit) - ViZiA - Ver svojim snom 12. "Leť brácho" (ft. Majk Spirit & Jay Diesel) (prod. Abe) - Elpe & Billy Hollywood - XXL 06. "Čo nám chýba" (ft. Igor Kmeťo & Majk Spirit) (prod. Billy Hollywood) 08. "Preto chcem byť sám" (ft. Cigo) (prod. Billy Hollywood) - Delik - XXX tape 05. "Funky shit" (ft. Vec & Otecko) (prod. Jozef Engerer) - Dillalog (Happy B-Day Mr.Yancey) 04. Otecko - "Ciga a pivo" - Hajtkovič "I am the one" (ft. Majk Spirit & Nironic) - Keke - Zl3 mixtape version 1.0 11. "Brácho leť (remix)" (ft. Šaman Leo, Majk Spirit & Jay Diesel) (prod. Konex) - Majk Spirit "Dnes" (ft. Robo Papp & Orion) (prod. Opak) "Hip-Hop (remix)" (ft. Vec, Idea, Separ, Supa, Jay Diesel & Nironic) (prod. Billy Hollywood) "Sen (Robert Burian remix)" (ft. Nironic) (prod. Robert Burian) "Všetky oči na mne" (prod. Pokerbeats) - Nironic - The machine 02. "Awesome" (ft. Candy Mane, Otecko & Mr. Sulo) (prod. Mr. Sulo) 05. "All I really need" (ft. Majk Spirit & Cigo) (prod. Traxshun) - Otecko "T.O.P. (Billy Hollywood remix)" (prod. Billy Hollywood) - Smack - 2051 13. "Nestarám se o nikoho a pálím zoot (remix)" (ft. Igor, Marat, Sergei Barracuda, Otecko, Hugo Toxx, Nuff, Stokár & Plio) - Suvereno - Alchymista 03. "Srdce leva" (ft. Majk Spirit) (prod. Adytos) - Majk Spirit "Rocky remix" (prod. Billy Hollywood) "I was wrong" (ft. Celeste Buckingham) (prod. Max & Pear) - Suvereno "Srdce leva (remix)" (ft. Majk Spirit) (prod. Taifun) - Otecko "Tmavé okuliare" (prod. Konex & Cassius Cake) |

## Klipy

### Klipy H16
| - 2005: „Idem si svoje/Ide karta“ - 2006: „Nech vidia“ (ft. Rytmus) - 2006: „Zarábaj keš“ | - 2008: „Staré časy“ - 2010: „Sranda musí byť“ (ft. Sash) - 2013: „Ideme spolu“ - 2016: „Každý den" - 2016: „Počítaj s nami" - 2016:„Síla„ |

### Ostatní klipy
| - 2005: „Pimpin Rap“ (Zverina ft. Otecko) - 2007: „Kariéra 16“ (Supercrooo ft. H16 & Vec) - 2010: „Hrdina je zase v hre“ (Mad Skill ft. H16) - 2010: „Toto je Hip Hop“ (Viktor Hazard ft. Mišo Biely, Otecko, Opak, Vec, Supa, Delik, Vladimir 518, Majk Spirit, Čistychov, Orion, DNA, Moe, Zverina & DJ Metys) - 2010: „V tvojej hlave“ (Grimaso ft. H16) - 2011: „Respekt a pokora“ (David Steel ft. H16) - 2011: „Nestrácaj dych“ (Layla ft. Majk Spirit) - 2011: „Good vibration“ (Mad Skill ft. Majk Spirit) - 2011: „Liga majstrov“ (Majk Spirit & Delik) - 2011: „Rebel“ (Suvereno ft. Majk Spirit) - 2011: „Rýchly mestský život/T.O.P.“ (Otecko) - 2011: „Asfalt (MC remix)“ (Adyos ft. Tafrob, Radikal, Delik, S. Barracida & Otecko) | - 2011: „Zóna pohody“ (DeFuckTo ft. Majk Spirit) - 2011: „Starrider“ (DJ Wich & Nironic ft. Majk Spirit) - 2011: „Hip-Hop“ (Majk Spirit) - 2011: „Idem tvrdo“ (Otecko ft. Smack) - 2012: „Sen“ (Majk Spirit ft. Nironic) - 2012: „Hip hop žije“ (DJ Mad Skill ft. H16) - 2012: „Ja a ty“ (Majk Spirit ft. Celeste Buckingham) - 2012: „Hľadám pravdu“ (Majk Spirit) - 2012: „Ženy treba ľúbiť“ (Majk Spirit) - 2012: „Sexy“ (Majk Spirit) - 2012: „Peniaze“ (Otecko ft. Cigo & Igor) - 2012: „Legendárna“ (Majk Spirit ft. Cigo & Otecko) - 2013: „Ži a nechaj žiť (drum cover)" (Majk Spirit) - 2013: „Nemám čas" (Majk Spirit) - 2013: „Ideme spolu" ONE TAKE VIDEO OFFICIAL |

## Ocenění a nominace

### Aurel
| Rok  | Nominace             | Ocenění                                | Výsledek  |
| ---- | -------------------- | -------------------------------------- | --------- |
| 2006 | Kvalitný materiál    | Nejlepší album v kategorii Hip-Hop     | Nominace  |
| 2016 | H16                  | Nejlepší skupina - RukaHore awards     | 2. místo  |
| 2016 | Nebojím sa nikoho    | Nejlepší skladba - RukaHore awards     | 3. místo  |
| 2016 | H16 - Album Sila     | Nejlepší album - RukaHore awards       | 2. místo  |
| 2016 | H16 - Počitaj s nami | Nejlepší videoklip - RukaHore awards   | 2. miesto |
| 2016 | H16 - Sila           | Nejlepší cover album - RukaHore awards | 2. místo  |